# N4-Acétylcytosine
La N4-acétylcytosine est une base nucléique pyrimidique acétylée dérivée de la cytosine dont le nucléoside correspondant est la N4-acétylcytidine.